# Jingle
Een jingle is een kort stuk muziek (met daarin zang of spraak) ter bevordering van de herkenbaarheid van een radioprogramma, radiostation, of dj. Jingles worden op uiteenlopende manieren en op verschillende tijden gebruikt: bij aanvang of aan het einde van een radioprogramma, tijdens een presentatie of tussen twee liedjes (in de volksmond: platen) of muziekstukken in. In het Engels wordt met jingle soms commercial bedoeld, de reclameboodschap of naam van de adverteerder wordt dan gezongen op muziek. Jingles werden in Nederland door Radio Veronica geïntroduceerd.

## De oorsprong
Jingles vinden hun oorsprong in de Verenigde Staten. Vanaf de jaren 30 tot het eind van de jaren 50 van de twintigste eeuw, waren radioprogramma's vaak grote live-shows met een orkest en zangkoor. Commercials (jingles) waren eigenlijk korte liedjes, en werden meestal live gezongen. Na de intrede van de taperecorder in de loop van de jaren 50, werden jingles vaker vanaf band gedraaid. Het was vermoedelijk de BBC die tijdens de Tweede Wereldoorlog als eerste in Europa een jingle draaide. De eerste tonen van de 5e symfonie van Beethoven werden gespeeld op een pauk. Dit "punt-punt-punt-streep"-thema kwam overeen de letter V, van "Victory" in morse code.

## Radio Veronica
In 1964 mocht Willem van Kooten (diskjockey Joost den Draayer) namens Radio Veronica eens een kijkje gaan nemen hoe men in de Verenigde Staten radio maakte. Behalve met het idee voor de Top 40, kwam hij thuis met een koffer vol banden met jingles van Amerikaanse radiostations. In die periode werd Radio Veronica dan ook overspoeld met station calls van Amerikaanse zenders. Radio Veronica liet vervolgens volledige jinglepakketten componeren en door een koor (met orkest) inzingen.
Bij de concurrent Hilversum 3 ging het er anders aan toe. Hier werden jingles vaak door diskjockeys zelf in elkaar geknutseld. Vanaf 1964 produceerde Benny Vreden Producties jingles en reclamejingles.

## Top Format
Aan het eind van de jaren zeventig kocht het bedrijf Top Format de rechten van een aantal Amerikaanse jinglepakketten. Men liet door een koortje de jingles inzingen voor Nederlandse klanten (een voorbeeld is het jinglepakket van Veronica (VOO) uit die tijd). Het resultaat was dat de Veronica-jingles in Chicago ook werden gedraaid met Engelstalige zang. Het succes van Top Format leidde ertoe dat in Nederland en buurlanden bijna alle jingles dezelfde Amerikaanse stijl hadden.

## Ferry Maat
In 1992 begon diskjockey en conservatorium-pianist Ferry Maat met het produceren van zelf gecomponeerde jingles. In de eerste jaren waren vooral Duitse radiostations enthousiast over deze nieuwe "Eurosound". In 1994 produceerde Ferry Maat ook de jinglepakketten voor het Nederlandse Radio 2. Later volgden Radio 5, Veronica Nieuwsradio, NCRV´s Hier en Nu, RTV Oost, Radio M Utrecht, Omroep Flevoland, RTV Drenthe, Radio Rijnmond en WOS Radio.

## Geluidsdragers
Tot het eind van de jaren 50 werden in de Verenigde Staten jingles vaak nog live gezongen. Toen rond die tijd de rock-radio zijn intrede deed, kwam er behoefte aan een manier om jingles vanaf band te draaien. In 1959 ontwikkelde George Eash een speciale cassette waarmee eenvoudig jingles afgespeeld konden worden. Deze "NAB-Cartridges" of kortweg "carts", zijn tot het eind van de jaren 90 wereldwijd gebruikt.
Aan het eind van de 20ste eeuw kwam de behoefte om jingles vanaf digitale media te draaien. Veel stations stapten over naar minidisc (soms ook cd, vanaf speciale spelers). Omdat tegenwoordig bij veel radiostations de muziek vanaf een computer wordt gedraaid, worden ook veel jingles op deze manier afgespeeld.

## Jingle-archief
Het “Genootschap radiojingles en –tunes” is het grootste particuliere jingle-archief van Nederland en bevat ruim 5.000 uur aan digitale radio-jingles en radio-tunes van de meeste Nederlandse jingleproducenten. Het niet-commerciële archief gaat terug tot de jaren 20 van de twintigste eeuw, het begin van de radio. Het Genootschap radiojingles en –tunes wordt actief gesteund door vrijwel alle omroepen (publiek en commercieel), de grootste jinglebedrijven van Nederland en de Verenigde Staten, Beeld & Geluid, en door talloze radiotechnici, omroepmedewerkers, jingleverzamelaars en diskjockeys. Gemiddeld elk jaar geeft het "Genootschap radiojingles en -tunes" een jingle-cd uit. Bij het Genootschap zijn geen jingles of tunes te leen, te koop of te kopiëren. 

## Jingletermen en -afkortingen
- Acap (A'Capella):

Jingles of andere producties gezongen met meerdere stemmen (close harmony) zonder instrumenten. Wanneer bij bestaande jingles de muziek wordt weggelaten, wordt wel gesproken van "False a capellas" of Acap jingles.
- BED:

Engelse term voor de "onderloper", muziek zonder al te veel accenten waarover aankondigen gedaan kunnen worden door de presentator.
- Billboard:

Het belangrijkste nieuwsblok.
- Break:

Reclame, in Amerika spreekt men vaak van de Commercial Break.
- Bumper:

Jingle die wordt gebruikt om twee programmaonderdelen van elkaar te scheiden of te accentueren.
- CHR:

Engelse term voor een muziekformaat: "Contemporary Hit Radio", meestal Top 40 muziek.
- Cue:

De tekst voor een (vooraf opgenomen) onderwerp, bij het nieuws (ook wel pr-tekst of voortekst genoemd).
- Donut:

Een jingle met een vrij deel (of onderloper of bed) tussen twee gezongen delen. Dit vrije deel kan door de programmamaker of het station ingesproken worden, bijvoorbeeld voor aankondigingen van het programma.
- Drop-In:

Een audio-onderdeel wat in een muzieknummer past, of tussen twee platen in.
- Fx (of Sfx):

Sound effects (geluidseffecten). Geluidseffecten zijn (korte) geluidsfragmenten van bijvoorbeeld een auto, trein, toeter, vogels en dergelijke.
- ID (of Ident):

Identification (identificatie). Een (korte) jingle waarin de naam van het station en/of de DJ wordt genoemd.
- Image Song:

Wanneer deze term in verband met jingles wordt gebruikt, wordt een langere jingle gebruikt (60 seconden of zelfs nog langer) die aangeeft wat het betreffende radiostation bijzonder maakt. Bijvoorbeeld omdat de luisteraar op de hoogte wordt gehouden van alle belangrijke sportgebeurtenissen in combinatie met de leukste muziek het hele jaar door.
- Jingle:

Een (kort) herkenbaar terugkerend programmaonderdeel dat refereert aan de naam van het radiostation, de DJ die en/of het programma dat op dat moment te horen is. Een jingle kan echter ook alleen uit muziek bestaan, met of zonder een tekst. Meestal worden jingles gebruikt binnen een "pakket" met een doorlopende muzikale stijl.
- Liner:

Engelse term die gebruikt wordt voor de slagzin (= slogan) van het station. Bijvoorbeeld "Radio 10: De grootste hits, de meeste prijzen" of "Laat je horen" van NPO 3FM of "Er is maar één NPO Radio 2".
- News Sounder:

Een korte (instrumentale) jingle die aangeeft dat het nieuws begint.
- Promo:

Staat voor "promotie" en dat is een jingle om een radiostation, programma, DJ, evenement en/of actie aan te prijzen bij het publiek.
- Ramp:

Een instrumentale jingle die een ander programmaonderdeel aankondigt, bijvoorbeeld het nieuws.
- Shout:

Letterlijk schreeuw, dat is een korte jingle die bijvoorbeeld door een persoon of zanggroep (van twee of meerdere personen) wordt geroepen. Meestal gaat het hier om zaken zoals de frequentie of de naam van de DJ, maar het kan ook een simpel "goedemorgen" zijn.
- Spotset:

Amerikaanse term voor de reclame op de radio.
- Sweeper:

Een Sweeper is een jingle die maximaal 5 seconden duurt, meestal met een vooraf opgenomen geluidseffect, vaak oplopend (of aflopend) in frequentie. Alles wat boven de 5 seconden duurt valt onder jingle, promo of tune.
- Top of the hour (of toth):

De jingle die op het hele uur (of net na het nieuws) wordt gebruikt om het radiostation zo duidelijk mogelijk te presenteren, ook wel "Station call" of "Uuropener" genoemd; bijvoorbeeld de door de TROS in de jaren 70 en 80 gebruikte uuropener "Hey het is weer donderdag, dit is de TROS op 3" of uit de jaren 00 "Als je van muziek houdt, dan luister je naar 3FM".
- Trailer:

Zie "promo".